# Neuroglobina
La neuroglobina és membre de la família de les globines dels vertebrats, implicada en l'homeòstasi cel·lular de l'oxigen. És una hemoproteïna intracel·lular expressada al sistema nerviós central i perifèric, al líquid cefalorraquidi, a la retina i al sistema endocrí. La neuroglobina és un monòmer que s'uneix a l'oxigen de forma reversible, amb una afinitat més elevada que l'hemoglobina. També incrementa l'oxigen disponible al teixit cerebral i ofereix neuroprotecció sota condicions d'hipòxia o isquèmia, potencialment limitant el dany cerebral. Anteriorment, la neuroglobina només s'havia trobat a les neurones de vertebrats, però més recentment, l'any 2013, fou trobada en neurones de protòstoms, com els acelomorfs fotosintètics, així com en radiats com les meduses. A part de a les neurones, la neuroglobina és present als astròcits en certes patologies del cervell dels rosegadors i del cervell de pinnípedes. Es creu que aquest fet és fruit de la convergència evolutiva. La neuroglobina té un origen evolucionari antic, i és homòloga de globines nervioses dels invertebrats. La investigació recent en la presència de neuroglobina confirmà que trobem la neuroglobina humana també al líquid cefalorraquidi (LCR).
La neuroglobina fou identificada per primera vegada l'any 2000 per Thorsten Burmester et al.
L'estructura tridimensional de la neuroglobina humana va ser determinada el 2003. L'any següent, la de la neuroglobina dels murins va ser determinada a una resolució més elevada.

## Estructura

### Parts
Com totes les globines, està caracteritzada per diverses α-hèlix i un grup hemo.
Estructuralment, consta de 8 α-hèlix que es caracteritzen de la A a la H, i cavitats proteiques que poden arribar a influenciar la forma d'emmagatzematge de lligands i els camins de difusió. Presenta absència de lligands externs. Les hèlix A, B, E, F, G i H estan estratificades en forma de bicapa, estructura clàssica reconeguda com a 3/3 α-hèlix de la mioglobina i l'hemoglobina.

### Lligands
Mitjançant la tècnica de flash photolysis s'ha vist que té un alt poder de combinació i baix poder de dissociació amb l'oxigen i el monòxid de carboni. Per tant, mostra una afinitat elevada per a aquests lligands.
La histidina en posició 64 és el lligand distal amb el ferro i la histidina en posició 96 (7è aa’ de l'hèlix) és el lligand proximal amb el ferro, de tal forma que qualsevol lligand gasós ha de competir amb la histidina interna per unir-se al ferro. El grup hemo-Fe pot ser penta o hexacoordinat. Aquesta transició està regulada al·lostèricament. L'estat redox de la cèl·lula modula la formació del pont disulfur entre CysCD7 i CysD5, cosa que afecta la coordinació hemo-Fe. La forma més reactiva és l'hexacoordinada, i quan es presenta aquesta, l'oxigen té més afinitat per la neuroglobina. Aquest mecanisme no funciona en la neuroglobina de ratolí perquè hi ha una glicina enlloc d'una cisteïna en posició 55.

### Comparació amb l'hemoglobina
Anàlisis estructurals han indicat que només té del 20 al 25% de la seqüència d'aminoàcids que presenten la mioglobina i l'hemoglobina. Estudis del gen de la neuroglobina han demostrat que presenta tres introns, a diferència dels dos que presenta l'hemoglobina.

## Localització
Tant en humans com en ratolins, la neuroglobina s'expressa predominantment en neurones. Els nivells d'expressió varien segons la regió del cervell que estudiem. A l'hipotàlem és on trobem els màxims nivells d'expressió de neuroglobina, en particular a l'àrea anterior i lateral, al nucli paraventricular i al nucli arcuat, al nucli hipotalàmic dorsomedial i a l'àrea preòptica. També s'ha trobat en línies cel·lulars de glioblastoma, en astròcits de models neuropatològics de malalties traumàtiques, autoimmunes i infeccioses, al tracte gastrointestinal i en òrgans endocrins, com a l'adenohipòfisi de la glàndula pituïtària, la glàndula adrenal, als testicles, i als illots de Langerhans del pàncrees. S'ha trobat una particular alta expressió de la proteïna a la retina dels mamífers.
Pel que fa a la localització subcel·lular, s'ha detectat al pericarion neuronal o soma i als seus processos derivats, així com a les varicositats axonals i a les sinapsis terminals, caracteritzats per ser rics en mitocondris, cosa que indica la participació de la neuroglobina en processos metabòlics d'alta activitat. Recentment s'ha comprovat que, a part de trobar-se al citoplasma, la neuroglobina també es troba expressada a la paret interna del mitocondri i al nucli cel·lular de les neurones.
A part de murins i humans, també s'han detectat nivells de neuroglobina en altres vertebrats i invertebrats, inclòs el nematode Caenorhabditis elegans, el peix zebra Danio rerio, al peix globus Tetraodon nigroviridis, i al peix antàrtic Chaenocephalus aceratus, amb l'excepció de les llampreses i els peixos d'aletes radiades.

## Funcions
La neuroglobina presenta una elevada taxa d'unió per l'oxigen. Tanmateix, la seva baixa taxa de dissociació, juntament amb els nivells relativament baixos d'expressió de la neuroglobina al cervell, indiquen que el transport i proveïment d'oxigen a les neurones probablement no és una de les funcions principals de la proteïna.

### Inhibició del mecanisme intrínsec d'apoptosi

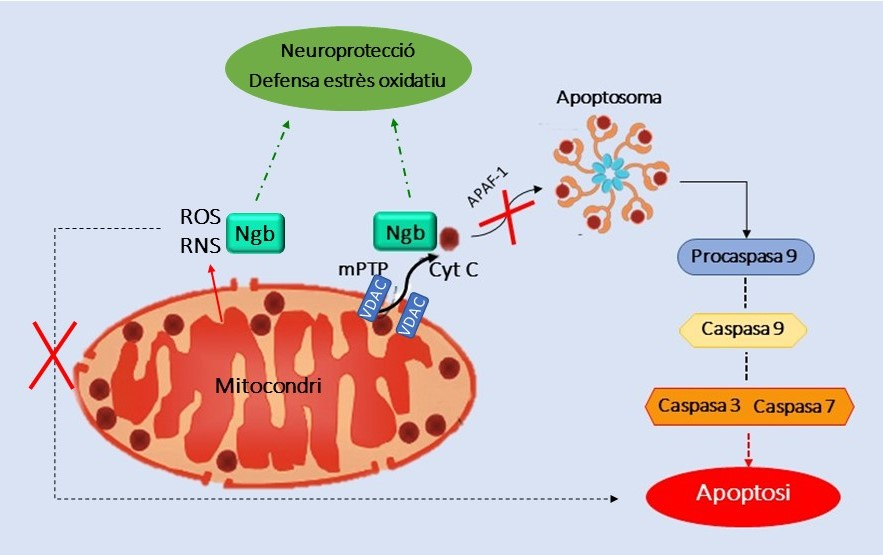
Participació de la neuroglobina (Ngb) en la inhibició de la cascada apoptòtica induïda pel citocrom c, o per espècies reactives d'oxigen (ROS) i espècies reactives de nitrogen (RNS).

En condicions d'hipòxia o isquèmia es produeixen canvis en la membrana mitocondrial interna que provoquen l'augment de la permeabilitat de la membrana mitocondrial. L'obertura dels porus de transició de permeabilitat mitocondrial (mPTP) permet l'alliberament de molècules proapoptòtiques al citosol, com el citocrom c i factors d'inducció d'apoptosi (AIF).
Un cop al citosol, el citocrom c s'uneix a Apaf-1 (Apoptosis protease-activating factor-1), l'element central del complex multimèric anomenat apoptosoma, que actua com a plataforma d'activació de caspases. L'apoptosoma produeix l'activació de la procaspasa 9, per donar lloc a la caspasa 9. Seqüencialment, la caspasa 9 activa les caspases 3 i 7, desencadenant el mecanisme intrínsec d'apoptosi.
Segons múltiples estudis, la neuroglobina pot reaccionar amb el citocrom c alliberat inicialment durant un estímul apoptòtic en condicions d'estrès i/o hipòxia. La neuroglobina redueix el citocrom c, de manera que aquest ja no pot ser actiu en l'apoptosoma, bloquejant l'activació de l'iniciador procaspasa 9 i, inhibint de forma significativa l'apoptosi. A més, la neuroglobina pot interaccionar amb els VDAC (canals iònics dependents del voltatge), inhibint l'obertura de mPTPs en condicions d'estrès, bloquejant l'alliberament de citocrom c al citosol i la subseqüent apoptosi. Aquesta interacció amb els VDAC i l'obertura de les mPTPs s'ha mostrat com un dels possibles mecanismes d'entrada de la neuroglobina a l'interior del mitocondri.

### Expressió de la neuroglobina en condicions d'hipòxia
El subministrament insuficient de sang al cervell deriva en hipòxia, que és la manca O₂ als teixits neuronals. S'ha comprovat experimentalment que canvis en l'expressió de la neuroglobina corresponen amb canvis quant a la gravetat dels dèficits causats per hipòxia cerebral.
Les primeres hipòtesis postulaven que una manca d'O₂ a les cèl·lules incrementaria l'expressió de la neuroglobina, i això faria que els danys cerebrals després de la hipòxia es suavitzessin. Per contra, si aquest increment s'inhibia, és a dir, si els nivells de neuroglobina no augmentaven, les conseqüències serien més severes. Estudis van falsar que en el cervell dels rosegadors aquesta sobreexpressió en condicions d'hipòxia i normòxia no es produïen.
Altres estudis més actuals també han confirmat que no han trobat increments significatius ni de mRNA de neuroglobina ni de la pròpia proteïna en condicions isquèmiques.
Es va arribar a la conclusió que, considerant que sota condicions no patològiques, la major part dels mamífers terrestres mai experimentarien fases d'hipòxia, els seus sistemes nerviosos no estarien adaptats per aquest esperat augment de l'expressió gènica de la neuroglobina.
Els Investigadors van pensar en l'aplicació d'aquesta premissa en espècies aquàtiques que viuen en condicions de difícil accés a l'O₂, com són el peix zebra o les tortugues aquàtiques. Finalment van trobar que en condicions experimentals d'hipòxia induïda, es produïa una sobreexpressió significativa de neuroglobina en aquestes dues espècies, confirmant així que en condicions d'hipòxia l'expressió de la neuroglobina augmenta i, per tant, confirmant la seva aportació significativa en la funció transportadora de l'O₂.

### Mecanisme neuroprotector contra l'estrès oxidatiu
El mecanisme de l'acció neuroprotectora que confereix la neuroglobina encara no està clarament definit, però estudis demostren que la neuroglobina actua com a agent neutralitzador d'espècies tòxiques gràcies a la seva capacitat per vincular-se amb elles, neutralitzant els seus efectes neurotòxics. Entre aquests espècies tòxiques trobem: el monòxid de nitrogen, el peroxinitrit i el peròxid d'hidrogen, que es generen a altes concentracions del cervell durant la hipòxia.

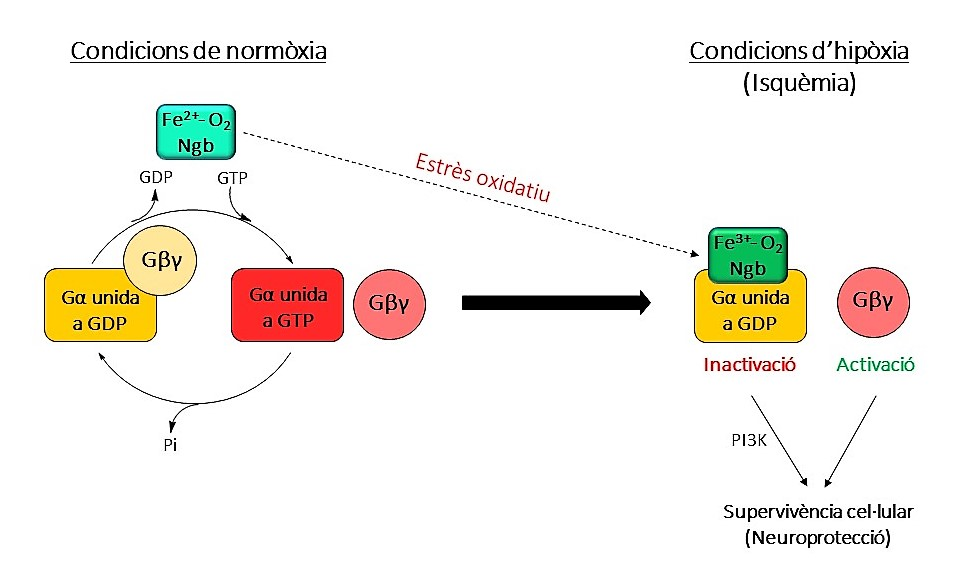
Interacció de la Ngb amb la proteïna G: En condicions d'hipòxia, l'estrès oxidatiu fa que la neuroglobina fèrrica (Ngb-Fe 3+) s'uneixi a la subunitat α, afavorint la supervivència cel·lular (neuroprotecció).

S'ha demostrat que en presència d'excés de NO, la proteïna modifica la seva conformació a una forma que no genera una estructura citotòxica fèrrica, indicant que la neuroglobina humana pot ser un agent neutralitzador eficaç de les espècies oxidants reactives i, per tant, tenir un paper significatiu en la defensa cel·lular contra l'estrès oxidatiu, actuant com a senyalitzador i reductor del nitrit.

### Modulació de la senyalització cel·lular: Interacció amb la proteïna G
La proteïna G participa en la senyalització intracel·lular com a transductor de senyals i està constituïda per 3 subunitats: α, β i γ. La neuroglobina (en estat fèrric) pot interaccionar amb la subunitat α unida al GDP en proteïnes G heterotrimèriques. La formació del complex Ngb‐Gα indueix la separació de la subunitat α del complex Gβγ, impedint que es torni a unir i atura l'intercanvi GDP/GTP, actuant com a inhibidor de la dissociació de nucleòtids guanina (GDI, guanine nucleotide dissociation inhibitor). D'aquesta manera, afavoreix la supervivència cel·lular a través de l'activació d'enzims com fosfoinositol-3 cinasa (PI3K). 
Mitjançant aquest mecanisme, la neuroglobina protegeix a les neurones de l'estrès oxidatiu i evita l'augment dels nivells de calci al citosol que poguessin desencadenar vies d'apoptosi.

## Malalties associades
El descobriment de la neuroglobina i la seva localització ha desencadenat recerques per entendre els mecanismes d'algunes malalties neuronals i obrir la possibilitat de nous tractaments.

### Alzheimer
La recerca en la implicació que té la neuroglobina amb les malalties neurodegeneratives s'ha centrat principalment en l'Alzheimer. S'ha observat que els nivells de neuroglobina al cervell humà varien segons l'etapa de desenvolupament de la malaltia: en primeres etapes i en Alzheimer moderat s'incrementa l'expressió de la proteïna, mentre que es redueix quan es tracta d'un cas d'Alzheimer sever. Tot això indica a que la neuroglobina podria tenir una funció neuroprotectiva contra aquesta malaltia.
Estudis demostren que la neuroglobina pot protegir les neurones inhibint la senyalització de membrana que deriva en el mecanisme intrínsec d'apoptosis. Per tant, induint un augment de l'expressió de la neuroglobina, aquesta podria actual com a tractament terapèutic útil en l'Alzheimer, i a altres trastorns neurodegeneratius.

### Càncer
A prop de tumors moltes vegades es troben ambients amb poc oxigen. Al glioblastoma multiforme, el càncer cerebral més comú en adults, les cèl·lules tumorals en condicions d'hipòxia solen ser més inestables genèticament i resistents a radiacions i agents quimioteràpics, a més de tenir menys reaccions que deriven a apoptosi. Aquest fet proporciona un avantatge a aquestes cèl·lules respecte a les que tenen accés a oxigen, derivant a una metàstasi més sovint. Sembla que en aquests casos, la neuroglobina, amb la seva funció protectora de la cèl·lula en cas d'hipòxia, podria afavorir de la supervivència d'aquestes cèl·lules.